# WASP-10b
WASP-10b є позасонячною планетою, яку відкрили першого квітня 2008р. в рамках проекту СуперWASP використовуючи метод транзиту.  Результати аналізу варіацій променевої швидкості вказують, що ця планета є в три рази більшою по масі ніж Юпітер, в той час як аналіз фотометричних даних щодо транзиту планети по видимому диску зорі WASP-10 свідчать, що радіус екзопланети WASP-10b всього на 8% більший за радіус Юпітера. Це в свою чергу дає змогу оцінити середню густину планети, яка за своїм значення майже така як середня густина нашого Місяця. Вона знаходиться досить близько до материнської зорі (на відстані всього 0.037 а.о.) й тому їй необхідно лише близько 3х діб, щоб здійснити повной оберт по орбіті навколо зорі.